# Live Is Life
Live Is Life è un singolo del gruppo musicale austriaco Opus, pubblicato nel 1985.

## Pubblicazione
Il brano nasce il 2 settembre 1984, mentre il gruppo stava tenendo un concerto a Oberwart per festeggiare l'undicesimo anniversario della costituzione del gruppo. La canzone raggiunge il primo posto nelle classifiche europee dell'estate 1985, oltre a toccare buone posizioni anche in Canada e negli Stati Uniti d'America. La canzone è usata anche in ricordo di Diego Armando Maradona, poiché per coincidenza era trasmessa dagli altoparlanti durante un lungo, spettacolare palleggio del grande calciatore argentino in occasione dell'allenamento pre-partita della semifinale di coppa UEFA del 19 aprile del 1989 Bayern Monaco - Napoli all'Olympiastadion di Monaco di Baviera.

## Cover
Nel corso degli anni il brano è stato oggetto di varie cover, come quella del gruppo musicale sloveno Laibach e quella della Hermes House Band. Nel 2016, oltre a un tributo di Sofia Carson che usa ritmo, accordi e il celebre ritornello per il suo brano Love Is the Name, il rapper italiano Jake La Furia inserisce nel brano La vita è così (contenuto nel disco Fuori da qui) proprio il campione musicale di questo brano. Nel 2020 il DJ italiano Gabry Ponte riprende il brano nel singolo Déjà Vu, pubblicato insieme a Deivys. Una cover in italiano del pezzo, intitolata Ciao!, è stata realizzata da Giovanni Zarrella nel 2021.

## Utilizzo nei media
Alcuni spezzoni del brano sono stati utilizzati anche come sigla di apertura e chiusura e come intermezzo prima delle pause pubblicitarie all'interno del programma televisivo di approfondimento Le parole della settimana, condotto dal giornalista Massimo Gramellini e in onda ogni sabato nella fascia preserale del palinsesto su Rai 3 fino al maggio 2023, anno nel quale il giornalista comunicò la sua volontà di abbandonare definitivamente la rete generalista del servizio pubblico per passare al canale televisivo LA7, di proprietà dell'imprenditore ed editore italiano Urbano Cairo, scelta che si concretizzò nel settembre dello stesso anno con l'approdo del programma da lui portato al successo di pubblico (il cui titolo venne appositamente modificato in In altre parole) sullo stesso canale sopra menzionato.

## Tracce
Vinile 7" (1984)
1. Live Is Life – 4:15
2. Again and Again – 3:51

Vinile 7" (1985)
1. Live Is Life – 4:15
2. Up and Down – 3:49

CD maxi (1985)
1. The Power of Live Is Life (Bingoboys Radio Mix) – 3:58
2. Live Is Life (Original Version) – 5:06
3. The Power of Live Is Life (Bingoboys Club Mix) – 6:33
4. Live Is Life (Radio Version) – 3:16

CD (2008)
1. Live Is Life 08 (Reggae Version) – 4:17
2. Live Is Life 08 (Rock Version) – 3:38

CD maxi e download digitale (2008)
1. Live Is Life 08 (Reggae Version) – 4:17
2. Live Is Life 08 (Rock Version) – 3:38
3. Live Is Life 08 (Reggaeton Version) – 3:56
4. Touch the Sky – 3:47

Download digitale (2011)
1. Live Is Life (Digitally Remastered) (Single Version) – 4:09
2. Live Is Life (Opera Version) (Live Version) – 4:57